# Фотографічна зоряна величина
Фотографічна зоряна величина — це одна з двох зоряних величин (інша — фотовізуальна), що використовувалися у старій фотографічній фотометричній системі. Вимірювалася за допомогою звичайної (несенсибілізованої) фотографічної пластинки, що найчутливіша до синього та ультрафіолетового світла.
Значення фотографічної зоряної величини, як і інших зоряних величин, тим менше, чим яскравіша зоря. Наприклад, зоря з блиском −1m яскравіша за зорю 0m.